# Вьясы
Вьясы (деванагари: व्यास, вьяса; санскр. vyâsa — «подробность», «подробное изложение») — в индуизме составители Вед (священных текстов), числом 38. Такой титул даётся мудрецу-риши (провидцу), который раскрывает индуистские Веды священного писания в каждую Двапара-югу каждого цикла юги. Семнадцатый так и именуется просто Вьяса (III тысячелетие до н. э.), он фигурирует в «Бхагавата-пуране». Но при жизни его именовали «Канина Кришна Двайпаяна» («внебрачный, чёрный, рождённый на острове»).
Пураны перечисляют имена вьяс, которые все являются воплощениями Вишну (Брахмы), сходившего в разные времена на Землю, чтобы привести в порядок и возвестить учения Вед.
Сын Дроны — риши Ашваттхама — станет следующей вьясой, который, в свою очередь, раскроет Веды в 29-й махаюге 7-й манвантары.